# فرودگاه اوست-تسیلما
فرودگاه اوست-تسیلما فرودگاهی عمومی واقع در شهر اوست-تسیلما در کشور روسیه است.

## شرکت‌های هواپیمایی و مقصدهای پروازی
| شرکت‌های هواپیمایی | مقصدهای پروازی |
| ----------------- | -------------- |
| کومی‌اویاترنس      | سیکتیوکار      |